# Ghosted : Avis de recherche
 (août 2021).
Ghosted : Avis de recherche, est une émission de télévision américaine de téléréalité diffusée sur MTV à propos de ghosting, dont la première a eu lieu le 10 septembre 2019,. L'émission est co-animée par Rachel Lindsay et Travis Mills.
La deuxième saison, a été présentée en première le 2 septembre 2020,. Elle a été organisée virtuellement en raison de la pandémie de Covid-19.